# Cantó de Saint-Florentin
El cantó de Saint-Florentin és un cantó francès del departament del Yonne, situat al districte d'Auxerre. Té 5 municipis i el cap és Saint-Florentin.

## Municipis
- Chéu
- Germigny
- Jaulges
- Saint-Florentin
- Vergigny

## Història
| Data d'elecció                           | Identitat       | Partit                     | Qualitat |
| ---------------------------------------- | --------------- | -------------------------- | -------- |
| 1945-1949                                | M. Rol          | SFIO                       |          |
| 1949-1961                                | M. Coudry       | Divers droite              |          |
| 1961-1973                                | Robert Gourmand | Sense etiqueta, després RI |          |
| 1973-1985                                | M. Bladou       | MRG, després PS            |          |
| 1985-2001                                | Jean Lancray    | UDF                        |          |
| 2001-2005                                | Gérard Magne    | UDF, després UMP           |          |
| 2005-                                    | Eliane Magne    | Divers droite              |          |
| les dades anteriors no són pas conegudes |                 |                            |          |
|                                          |                 |                            |          |